# John Madden (hockeista su ghiaccio)
John Madden (Barrie, 4 maggio 1973) è un allenatore di hockey su ghiaccio ed ex hockeista su ghiaccio canadese.

## Palmarès

### Club
- Stanley Cup: 3

New Jersey: 1999-2000, 2002-2003
Chicago: 2009-2010
- NCAA CCHA: 3

University of Michigan: 1993-1994, 1995-1996, 1996-1997

### Individuale
- Frank J. Selke Trophy

2000-2001